# Konstancie Francouzská (1178–1126)
Konstancie Francouzská (francouzsky Constance de France; 1078?–1124/1126?) byla hraběnka ze Champagne, Troyes a Antiochie.

## Život
Byla dcerou francouzského krále Filipa a jeho první manželky Berty, dcery holandského hraběte Florise. Na počátku 90. let 11. století ji otec provdal za Huga, novopečeného hraběte ze Champagne. Ženichův starší bratr Štěpán měl za ženu dceru Viléma Dobyvatele a král Filip chtěl svazkem své dcery ovlivnit vztahy s rodem z Blois a získat tak podporu vůči zhrzenému Fulkovi z Anjou, kterému odloudil ženu.
Konstancie porodila zřejmě jednoho syna jménem Manasses, který zemřel v dětství a roku 1103 se Hugo rozhodl, že se jeho nástupcem stane jeho mladší synovec Theobald. Společně s Konstancií si vzali chlapce k sobě. V prosinci 1104 bylo manželství údajně pro blízké příbuzenství anulováno.
Po rozvodu odešla Konstancie na dvůr své švagrové Adély a za její podpory se na jaře 1106 v Chartres během okázalých oslav provdala za Bohemunda z Tarentu, účastníka první křížové výpravy.
| „                     | Bohemond ve mnohých věcech jsa tísněn … vydal se po moři do Galie. Tam mezi jinými úmluvami pojal dceru krále Filipa, jménem Konstancie, za manželku, a vzal ji s sebou do Apulie. Narodili se mu z ní dva synové, z nichž prvý umřel, pročež zůstal dědicem druhý, nazvaný po otcovi. | “ |
| — Fulcher ze Chartres | |   |

Bojovný choť po návratu do Apulie napadl byzantskou říši a po porážce se až do své smrti roku 1111 věnoval rodině. Ovdovělá Konstancie se stala během synovy nezletilosti jeho regentkou.